# Таен съвет (Обединено кралство)
Вижте пояснителната страница за други значения на Таен съвет.
Тайният съвет на краля е консултативен политически съвет на британския монарх.
В миналото е най-висшият законодателен и съдебен орган във Великобритания. В днешно време има предимно церемониална роля и е съставен от висши политици, предишни или настоящи членове на британския парламент. В сравнение с миналото днес дейността му е сериозно ограничена, тъй като неговите по-раншни прерогативи сe изпълняват от кабинета и премиер-министъра.